# 1899 en sociologie
| Années de la sociologie : 1896 - 1897 - 1898 - 1899 - 1900 - 1901 - 1902    |
| Décennies de la sociologie : 1860 - 1870 - 1880 - 1890 - 1900 - 1910 - 1920 |

Cet article présente les événements de l'année 1899 dans le domaine de la sociologie. 

## Publications

### Livres
- W. E. B. Du Bois, Les Noirs de Philadelphie

## Autres
- Fondation de L'Année sociologique par[Qui ?]